# 窄裂缬草
窄裂缬草（学名：Valeriana stenoptera）是忍冬科缬草属的植物，为中国的特有植物。分布在中国大陆的四川、云南、西藏等地，生长于海拔3,000米至4,000米的地区，多生在草坡、林缘以及水边潮湿地，目前尚未由人工引种栽培。

## 异名
- Valeriana stenoptera Diels var. cardaminea Hand.-Mazz.